# Scelio consobrinus
Scelio consobrinus är en stekelart som beskrevs av Jean-Jacques Kieffer 1913. Scelio consobrinus ingår i släktet Scelio och familjen Scelionidae. Inga underarter finns listade i Catalogue of Life.